# Macranhinga ranzii
Macranhinga ranzii es una especie de ave acuática suliforme aníngida extinta perteneciente al género Macranhinga, el cual está relacionado con el género Anhinga, cuyas especies vivientes son denominadas comúnmente aningas, biguá-víboras, aves serpiente, marbellas o patos aguja.

## Taxonomía
Esta especie fue descrita originalmente en el año 2003 por los paleontólogos Herculano M. F. Alvarenga y Edson Guilherme.
También fue exhumado de estratos correspondientes al “Mesopotamiense” en las barrancas de la ribera izquierda del río Paraná (correspondiente al Piso/Edad Tortoniano) en el oeste de la provincia de Entre Ríos, nordeste de la Argentina.
Holotipo
El holotipo designado es el catalogado como: UFAC-3640; consta de un fémur izquierdo que carece del extremo distal.
Paratipos
Los paratipos son un fémur derecho deformado y que carece del extremo distal (UFAC-4034) y un fémur derecho completo (UFAC-4860).
Etimología
Etimológicamente, el término específico ranzii es un epónimo que refiere al apellido de la persona a quien fue dedicada, Alceu Ranzi, en agradecimiento a su dedicación a la paleontología del estado de Acre.
Localidad tipo
La localidad tipo referida es: “Sitio Niteroi (en las coordenadas: 10°30’S 68°W), cerca de 20 km al sur de la ciudad de Rio Branco, sobre la margen derecha del río Acre, en el estado de Acre, Brasil”.
Edad atribuida
El estrato donde fue encontrado el tipo se corresponde con el miembro conglomerado Acre de la Formación Solimões. La edad postulada para el estrato sedimentario portador es Mioceno superior-Plioceno inferior (Huayqueriense-Montehermosense) del suroeste de la Amazonia.
Relaciones filogenéticas
En el año 2015 Juan Marcelo Diederle realizó una revisión sistemática de los integrantes de la familia Anhingidae descritos para el subcontinente sudamericano. En el análisis filogenético se tuvo en cuenta los estadios ontogenéticos presentes en las muestras para evitar una sobrestimación de la verdadera diversidad de especies, se analizó también las variaciones cuali- y cuantitativas en relación con las especies actuales para finalmente proceder a redefinir y delimitar el elenco taxonómico fósil.
También se realizaron estudios paleobiológicos, mediante tomografías axiales de determinados elementos óseos para determinar la robustez de su corteza. Cotejándolas respecto a las aningas vivientes, se estimó las masas corporales de cada especie extinta, se infirió su musculatura mediante la comparación entre correlatos óseos de los orígenes e inserciones y desarrollos musculares, estimándose así mismo morfotipos locomotores, se calculó la envergadura alar, el área del ala y la carga alar. La conclusión de la revisión sistemática determinó que Macranhinga ranzii se trata de un taxón válido.

## Características y hábitos
Presentaría hábitos similares a los actuales grandes pingüinos. Poseía un peso de alrededor de 8,8 kg, lo que le permitía realizar prolongados y profundos buceos para capturar peces y otras presas bastante grandes, compitiendo por el mismo recurso con delfines, cocodrílidos (gaviálidos) y pinnípedos. Se cree que había perdido totalmente la capacidad de volar, por lo que, para mantenerse a resguardo de los depredadores y reproducirse exitosamente, habría anidado sobre el suelo de pequeñas islas e islotes. Se estima que habría habitado también en las cuencas de grandes ríos.